# 西光寺 (明石市)
西光寺（さいこうじ）は、兵庫県明石市大久保町にある浄土真宗真宗興正派の寺院。

## 歴史
565年に高句麗(こうくり)から来朝していた鶴林寺と聖徳太子にゆかりのある恵便上人(えべん)が開基といわれている。昔、西脇の北の丘陵に江南山報恩寺という七堂伽藍(しちどうがらん)をそなえた大きな寺があり、西光寺はその塔頭(たっちゅう)の一つだった。1578年（天正6年）から1580年（天正8年）播磨に兵を進めていた羽柴秀吉が、播州三木城主の別所長治などの反抗者を一掃した（三木城攻め）際、焼き払われた。播州の一向宗（本願寺）は、播州門徒と言われるほどで宗徒が多く、反織田方(敵仏）であった。全播磨を平定した秀吉は、1580年（天正8年）信長から播磨を与えられ姫路に城を築いて拠点とした。その後、1592年（文禄元年）、了法上人(りょうほう)が現在地に再興。上人は武田信玄の軍師山本勘助(やまもとかんすけ)の実弟といわれている。

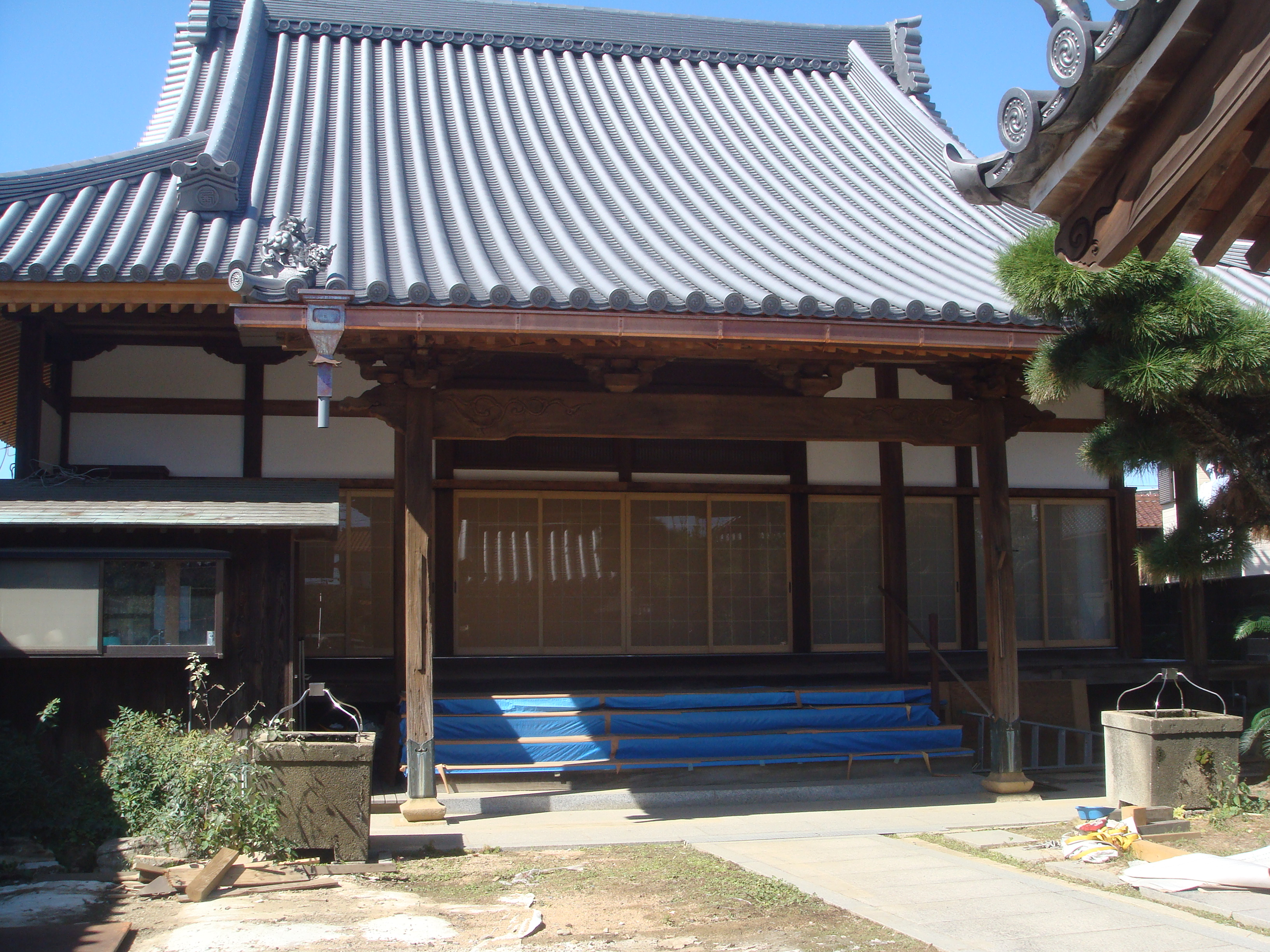
本堂
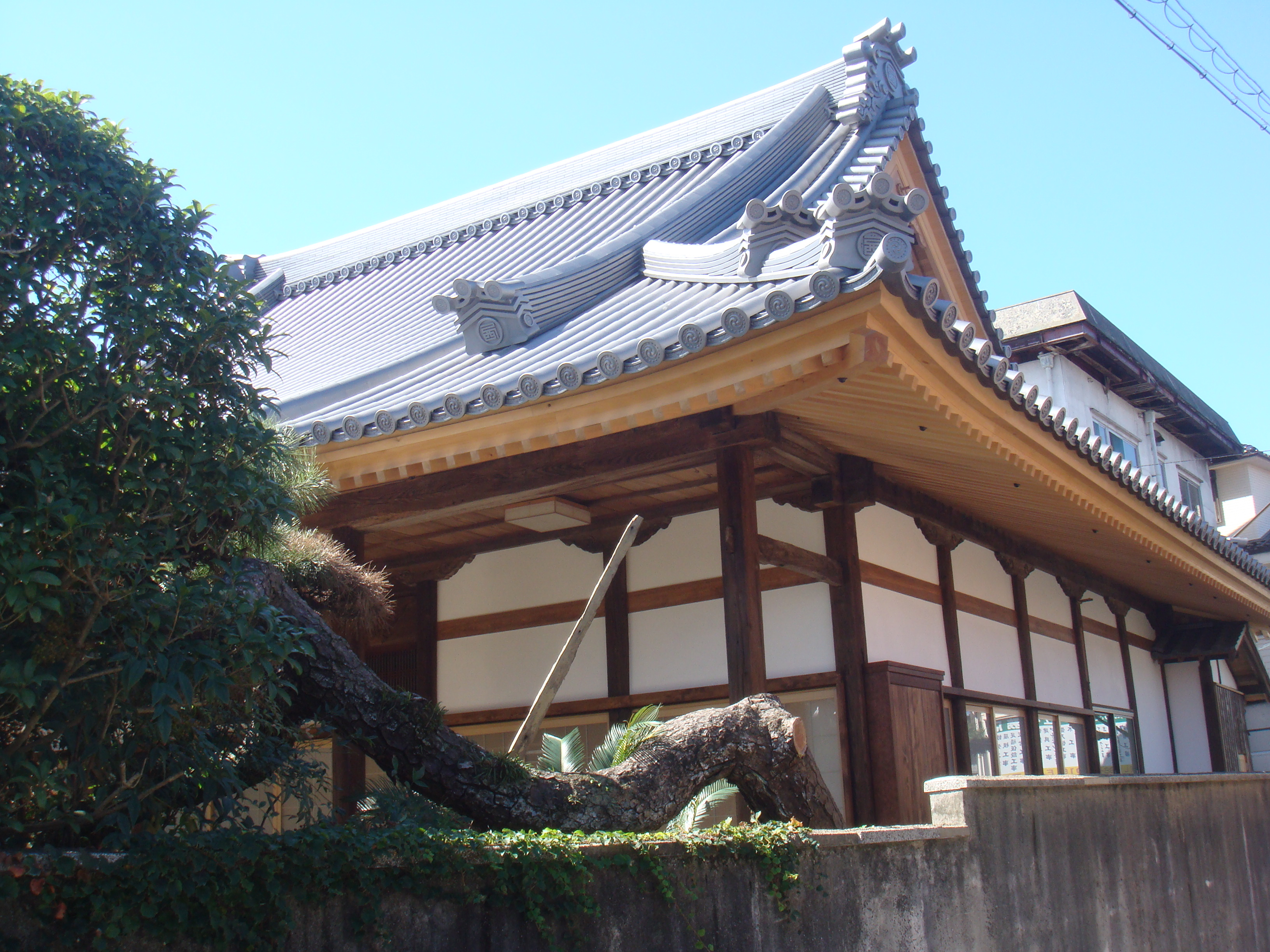
本堂裏

## 庫裏
庫裏（くり）は、明治45年に旧大久保本陣（大久保町大久保町おおくぼちょうおおくぼまち）の母屋を当時250円で買って、大久保町西脇（おおくぼちょうにしわき）の西光寺に移築された。明治3年に本陣、脇本陣が廃止されて以降は村役場として使われていた。

## 周辺
西光寺は大久保町西脇の集落の中にあるが、寺の近くを通っている山陽道（西国街道）は、1600年（慶長5年）関ヶ原の戦いで勝利した徳川家康が江戸幕府（現在の東京）から地方との連絡や参勤交代のため主要街道の脇街道として整備した。宿場や本陣、脇本陣、旅籠なども整備され、西光寺から東に約2㎞の所（JR大久保駅西側）に大久保本陣。が設置された。太山寺道も近くを通り、当時のにぎわいを感じさせる。山陽道の主要機能は国道2号線に引き継がれたが、旧山陽道は生活道路として活用されている。 
1716年（享保元年）江戸幕府8代将軍徳川吉宗の時代に創業した日本酒の蔵元西海酒造も西に約1㎞と近く宗賢神社、金ケ崎神社、正覚寺も近い。寺の周りは昔からの狭い道で囲まれている。また、周辺には農地も多くあったが、次第に住宅が立ち並ぶようになっている。

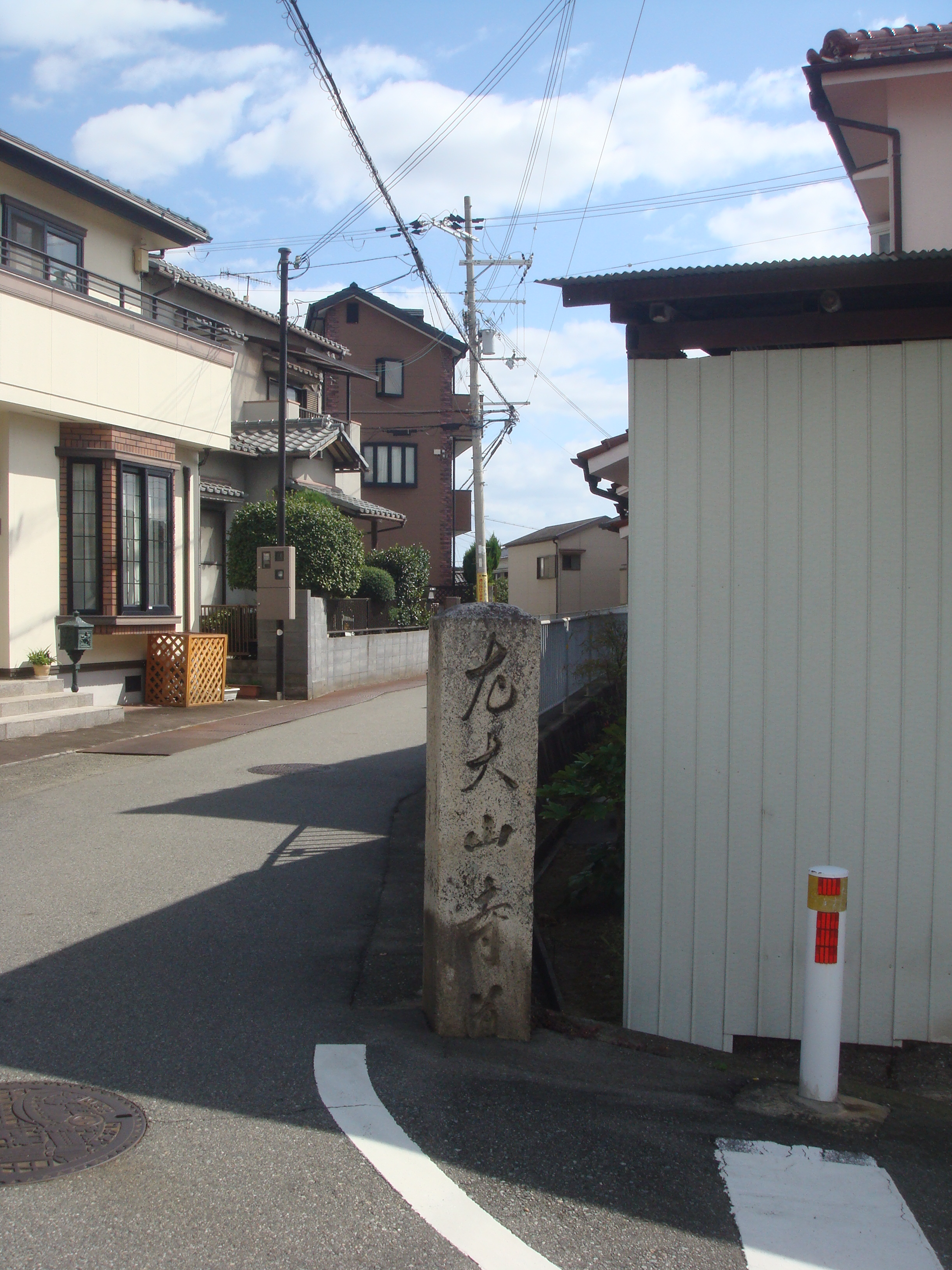
大山寺道の石碑
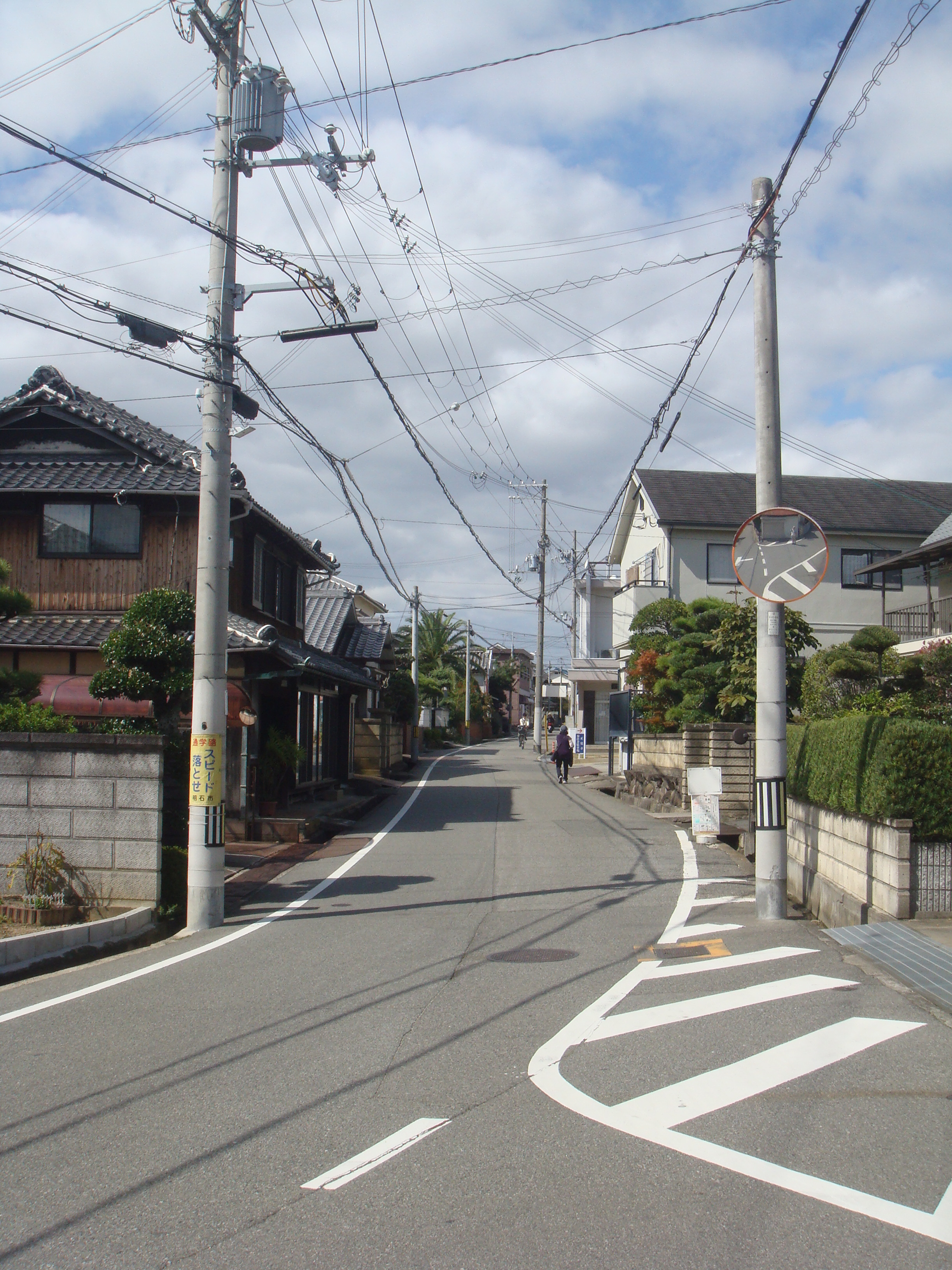
山陽道（現在の街並み）

## 寺の宗派
宗派は、浄土真宗真宗興正派。浄土真宗の一派で親鸞を宗祖としている。浄土真宗の宗旨は、「己の修行や善行だけを頼りにするのではなく、阿弥陀仏の慈悲により浄土に生まれることができる」という教えです。1212年（建暦2年）興正寺を山城郡山科に開山した後、1591年（天正19年）京都市下京区堀川通に移る。西本願寺の末寺だったが、1876年（明治9年）別派として独立した。真宗興正派は、500寺弱もある780年以上の歴史ある宗派。

## 周辺
- 宗賢神社（大久保町西脇)
- 大窪八幡宮(大久保町大窪)
- 正覚寺(魚住町金ケ崎)
- 金ケ崎神社(魚住町金ケ崎)
- 山陽道

## アクセス
- JR西日本・山陽本線大久保駅(徒歩約18分(1.4㎞))
- 旧山陽道が近く付近の道は狭い。駐車場なし。